# Storviks köping
Storviks köping var en tidigare kommun i Gävleborgs län. Centralort var Storvik och kommunkod 1952-1970 var 2160.

## Administrativ historik
Den 12 maj 1916 inrättades Storviks municipalsamhälle inom Ovansjö landskommun. Den 1 januari 1924 (enligt beslut den 28 mars 1923) utbröts municipalsamhället samt det inom samhället belägna staten tillhöriga järnvägsområdet ur Ovansjö landskommun till en egen kommun benämnd Storviks köping med 1 881 invånare den 31 december 1923. Den 1 januari 1927 (enligt beslut den 12 mars 1926) ändrades gränsen mellan köpingen och landskommunen och mindre områden med 18 invånare tillfördes köpingen.
Köpingen påverkades inte av kommunreformen 1952 och förblev oförändrad fram till den 1 januari 1971 då den kom att bli en del av den nya Sandvikens kommun.

### Kyrklig tillhörighet
I kyrkligt hänseende tillhörde köpingen Ovansjö församling, som var delad mellan Ovansjö landskommun och Storviks köping.

## Köpingsvapen
Storviks köping förde inte något vapen.

## Geografi

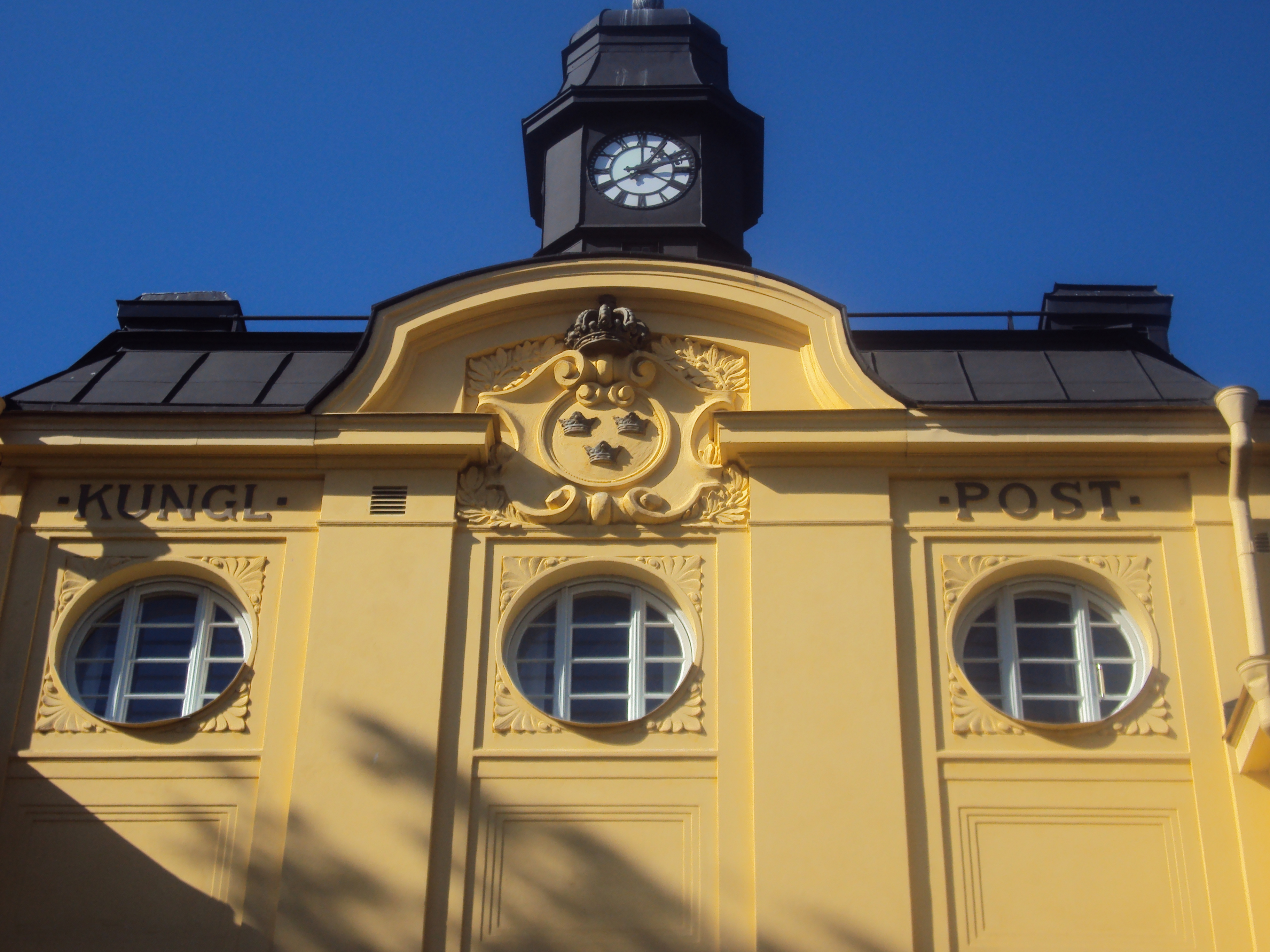
Gamla postkontoret i Storvik.

Storviks köping omfattade den 1 januari 1931 en areal av 3,28 km², varav 2,72 km² var land. Efter nymätningar och arealberäkningar färdiga den 1 januari 1958 omfattade köpingen den 1 januari 1961 en areal av 3,36 km², varav 2,86 km² land.

### Tätorter i köpingen 1960
I Storviks köping fanns del av tätorten Storvika, som hade 2 182 invånare i köpingen den 1 november 1960. Tätortsgraden i köpingen var då 99,3 procent.

## Befolkningsutveckling
| Befolkningsutvecklingen i Storviks köping 1925–1970 | Befolkningsutvecklingen i Storviks köping 1925–1970 | Befolkningsutvecklingen i Storviks köping 1925–1970 | Befolkningsutvecklingen i Storviks köping 1925–1970 | Befolkningsutvecklingen i Storviks köping 1925–1970 |
| --- | --------------------------------------------------- | --------------------------------------------------- | --------------------------------------------------- | --------------------------------------------------- |
| |                                                     |                                                     |                                                     |                                                     |
| År |                                                     |                                                     | Invånare                                            |                                                     |
| 1925 | 1925                                                |                                                     | 1 833                                               | 1 833                                               |
| 1930 | 1930                                                |                                                     | 1 873                                               | 1 873                                               |
| 1935 | 1935                                                |                                                     | 1 808                                               | 1 808                                               |
| 1940 | 1940                                                |                                                     | 1 739                                               | 1 739                                               |
| 1945 | 1945                                                |                                                     | 1 727                                               | 1 727                                               |
| 1950 | 1950                                                |                                                     | 1 880                                               | 1 880                                               |
| 1955 | 1955                                                |                                                     | 1 936                                               | 1 936                                               |
| 1960 | 1960                                                |                                                     | 2 115                                               | 2 115                                               |
| 1965 | 1965                                                |                                                     | 2 350                                               | 2 350                                               |
| 1970 | 1970                                                |                                                     | 2 456                                               | 2 456                                               |
| Källa: SCB - Befolkning 1851 - 1910, SCB - Folkmängd inom administrativa områden 1910-1961 och Folkmängd 31 dec 1950-1975 i län, kommuner och församlingar enligt kommunindelningen 1 jan 1976. |                                                     |                                                     |                                                     |                                                     |

## Politik

### Mandatfördelning i valen 1938-1966
| 11 | 1 | 5 | 3 |

| 20 |

| 12 | 5 | 3 |

| 18 |

| 1 | 10 | 1 | 5 | 3 |

| 18 |

| 11 | 1 | 6 | 2 |

| 19 |

| 1 | 10 | 6 | 3 |

| 18 |

| 1 | 11 | 5 | 3 |

| 19 |

| 1 | 11 | 1 | 5 | 2 |

| 18 |

| 2 | 9 | 2 | 5 | 2 |

| 18 |

### Fotnoter
1. ↑   ( PDF) Folkmängden inom administrativa områden den 31 december 1923. Stockholm: Statistiska centralbyrån. 1924. sid. 31 & 37. http://www.scb.se/H/SOS%201911-/Befolkningsstatistik/Folkm%C3%A4ngden%20inom%20administrativa%20omr%C3%A5den%20(SOS)%201910-1961/Folkm%C3%A4ngden-inom-administrativa-omr%C3%A5den-1923.pdf. Läst 16 november 2017
2. ↑   ( PDF) Folkmängden inom administrativa områden den 31 december 1926. Stockholm: Statistiska centralbyrån. 1927. sid. 31 & 37. Arkiverad från originalet den 16 november 2017. https://web.archive.org/web/20171116185026/http://www.scb.se/H/SOS%201911-/Befolkningsstatistik/Folkm%C3%A4ngden%20inom%20administrativa%20omr%C3%A5den%20(SOS)%201910-1961/Folkm%C3%A4ngden-inom-administrativa-omr%C3%A5den-1926.pdf. Läst 16 november 2017
3. 1 2   ( PDF) Folkräkningen den 31 december 1930, I, Areal och folkmängd inom särskilda förvaltningsområden m.m., Befolkningsagglomerationer. Stockholm: Statistiska centralbyrån. 1935. sid. 105 & 107. Arkiverad från originalet den 26 oktober 2014. https://www.webcitation.org/6TbpmPsGq?url=http://www.scb.se/Grupp/Hitta_statistik/Historisk_statistik/_Dokument/SOS/Folkrakningen_1930_1.pdf. Läst 16 november 2017 Arkiverad 24 september 2015 hämtat från the Wayback Machine.
4. ↑  Per Andersson: Sveriges kommunindelning 1863-1993, Draking, Mjölby 1993, ISBN 91-87784-05-X, s. 87
5. ↑  ”Förteckning (Sveriges församlingar genom tiderna)”. Skatteverket. 1989. http://www.skatteverket.se/privat/folkbokforing/omfolkbokforing/folkbokforingigaridag/sverigesforsamlingargenomtiderna/forteckning.4.18e1b10334ebe8bc80003999.html. Läst 17 december 2013.
6. ↑   ( PDF) Folkräkningen den 1 november 1960, I, Folkmängd inom kommuner och församlingar efter kön, ålder, civilstånd m.m.. Stockholm: Statistiska centralbyrån. 1961. sid. 54 & 203. Arkiverad från originalet den 15 juli 2015. https://www.webcitation.org/6a1zkRbkC?url=http://www.scb.se/Grupp/Hitta_statistik/Historisk_statistik/_Dokument/SOS/Folkrakningen_1960_01.pdf. Läst 16 november 2017 Arkiverad 14 oktober 2013 hämtat från the Wayback Machine.
7. ↑   ( PDF) Folkräkningen den 1 november 1960, II, Folkmängd inom tätorter efter kön, ålder och civilstånd.. Stockholm: Statistiska centralbyrån. 1961. sid. 27. Arkiverad från originalet den 29 juni 2015. https://www.webcitation.org/6ZeEB9Ija?url=http://www.scb.se/Grupp/Hitta_statistik/Historisk_statistik/_Dokument/SOS/Folkrakningen_1960_02.pdf. Läst 16 november 2017 Arkiverad 24 september 2015 hämtat från the Wayback Machine.